# ميرسيناسكو
.
ميرسيناسكو؛ هي بلدية (بلدية) في مدينة تورينو في المنطقة الإيطالية بيدمونت، وتقع على بعد حوالي 35 كيلومترًا (22 ميل) شمال شرق تورينو. مساحتها صغيرة نسبيًا ويبلغ عدد سكانها أكثر من 1200 نسمة.